# 1934 год в музыке

## События
- 7 ноября — премьера «Рапсодии на тему Паганини» Сергея Рахманинова

## Выпущенные альбомы
- Paris Session (Луи Армстронг)

## Родились

### Январь
- 1 января
  - Азидолла Ескалиев (ум. 2017) — советский и казахстанский композитор, домбрист, кюйши и музыкальный педагог
  - Вадим Коновалов (ум. 2017) — советский и российский саксофонист и композитор
- 3 января — Марина Юрасова (ум. 2016) — советская и российская актриса кино и оперетт
- 7 января — Осип Найдук (ум. 2015) — советский и украинский актёр и композитор
- 16 января — Боб Богл[англ.] (ум. 2009) — американский музыкант, основатель, гитарист и басист группы The Ventures
- 24 января — Галина Писаренко (ум. 2022) — советская и российская оперная и камерная певица (лирико-колоратурное сопрано) и вокальный педагог
- 30 января — Тэмми Граймс (ум. 2016) — американская актриса и певица

### Февраль
- 1 февраля — Боб Шейн (ум. 2020) — американский певец и гитарист, один из основателей группы The Kingston Trio
- 7 февраля — Кинг Кёртис[англ.] (ум. 1971) — американский саксофонист
- 14 февраля
  - Мишель Корбоз (ум. 2021) — швейцарский дирижёр и музыкальный педагог
  - Флоренс Хендерсон (ум. 2016) — американская актриса и певица
- 17 февраля — Аннер Билсма (ум. 2019) — нидерландский виолончелист
- 19 февраля — Пьер Бару (ум. 2016) — французский актёр, певец и композитор
- 23 февраля — Евгений Крылатов (ум. 2019) — советский и российский композитор и пианист
- 24 февраля — Рената Скотто (ум. 2023) — итальянская оперная певица (сопрано) и театральный режиссёр
- 28 февраля — Джорджо Гомельский (ум. 2016) — швейцарский и британский музыкальный менеджер и продюсер грузинского происхождения

### Март
- 4 марта — Лайла Халме (ум. 2021) — финская певица
- 9 марта — Михай Волонтир (ум. 2015) — советский и молдавский актёр, театральный режиссёр и певец
- 10 марта — Атанас Косев (ум. 2021) — болгарский композитор
- 14 марта — Ширли Скотт (ум. 2002) — американская джазовая пианистка и органистка
- 15 марта — Рамазан Янбеков (ум. 2019) — советский и российский певец
- 17 марта — Отто Коллерич (ум. 2023) — австрийский музыковед, музыкальный педагог и пианист
- 18 марта — Чарли Прайд (ум. 2020) — американский кантри-музыкант, автор-исполнитель и гитарист
- 20 марта — Юрий Димитрин (ум. 2020) — советский и российский драматург, либреттист и писатель
- 23 марта — Джоуи Амброуз[англ.] (ум. 2021) — американский музыкант, саксофонист группы Bill Haley & His Comets
- 27 марта — Артур Митчелл (ум. 2018) — американский танцор и хореограф
- 29 марта — Мэй Баоцзю (ум. 2016) — китайский артист, актёр пекинской оперы
- 31 марта — Джон Лаудермилк (ум. 2016) — американский автор-исполнитель

### Апрель
- 5 апреля — Стэнли Тёррентайн (ум. 2000) — американский джазовый тенор-саксофонист
- 13 апреля — Зигфрид Маттус (ум. 2021) — немецкий композитор
- 16 апреля — Рамиз Миришли (ум. 2015) — советский и азербайджанский композитор и музыкальный педагог
- 17 апреля — Дон Киршнер (ум. 2011) — американский музыкальный издатель, продюсер, менеджер и промоутер
- 28 апреля — Алекос Кицакис[греч.] (ум. 2015) — греческий певец
- 29 апреля — Отис Раш (ум. 2018) — американский блюзовый певец и гитарист

### Май
- 3 мая — Фрэнки Валли — американский певец, вокалист группы The Four Seasons
- 6 мая — Нахум Хейман (ум. 2016) — израильский композитор, музыкант и музыкальный продюсер
- 12 мая — Хариш Джохари (ум. 1999) — индийский художник, скульптор, композитор и музыкант
- 19 мая — Ян Вейн (ум. 2022) — нидерландский пианист и музыкальный педагог
- 20 мая — Нариман Каражигитов (ум. 2021) — казахский и советский оперный певец (лирико-драматический тенор) и педагог
- 25 мая — Евгений Бачурин (ум. 2015) — советский и российский поэт, бард и художник
- 26 мая — Маргарита Галасеева (ум. 2022) — советская и российская актриса, певица (меццо-сопрано) и музыкальный педагог

### Июнь
- 1 июня
  - Иосиф Левинзон (ум. 2021) — советский и российский виолончелист и музыкальный педагог
  - Жанна Металлиди (ум. 2019) — советский и российский композитор и музыкальный педагог
- 2 июня — Джонни Картер[англ.] (ум. 2009) — американский певец, вокалист групп The Flamingos и The Dells
- 5 июня
  - Лукас Давид (ум. 2021) — австрийский скрипач и музыкальный педагог
  - Владимир Зозуля (ум. 2018) — советский и российский дирижёр и музыкальный педагог
- 9 июня
  - Эрнст Фридрих Зайлер (ум. 2017) — немецкий и японский пианист
  - Джеки Уилсон (ум. 1984) — американский певец
- 13 июня — Виталий Губаренко (ум. 2000) — советский и украинский композитор и музыкальный педагог
- 21 июня — Эдуард Смольный (ум. 2000) — советский и российский конферансье и режиссёр-постановщик
- 29 июня — Тааво Виркхаус (ум. 2021) — эстонский и американский композитор и дирижёр

### Июль
- 11 июля — Виктор Вуячич (ум. 1999) — советский и белорусский эстрадный певец
- 15 июля — Харрисон Бёртуистл (ум. 2022) — британский композитор
- 26 июля — Яннис Спанос (ум. 2019) — греческий композитор и пианист
- 30 июля — Андре Прево (ум. 2001) — канадский композитор и музыкальный педагог

### Август
- 1 августа — Герман Бауман (ум. 2023) — немецкий валторнист и музыкальный педагог
- 14 августа — Юрий Верменич (ум. 2016) — советский и российский историк джаза, музыкальный педагог, критик и переводчик
- 15 августа
  - Бобби Бёрд[англ.] (ум. 2007) — американский певец и автор песен, основатель и вокалист группы The Famous Flames
  - Михаил Златопольский (ум. 2001) — советский и российский певец и актёр
- 18 августа — Ронни Кэрролл[англ.] (ум. 2015) — североирландский певец

### Сентябрь
- 2 сентября — Сэм Гуден (ум. 2022) ― американский певец, вокалист группы The Impressions
- 3 сентября — Фредди Кинг (ум. 1976) — американский блюзовый певец, гитарист и автор песен
- 7 сентября — Алексей Баташёв (ум. 2021) — советский и российский историк джаза и джазовый критик
- 8 сентября — Питер Максвелл Дейвис (ум. 2016) — британский композитор и дирижёр
- 10 сентября — Ларри Сицки — австралийский композитор, пианист и педагог
- 19 сентября
  - Ганимет Симиджиу Вендреша (ум. 2022) — албанская балерина и хореограф
  - Брайан Эпстайн (ум. 1967) — британский антрепренёр, менеджер группы The Beatles
- 21 сентября
  - Леонард Коэн (ум. 2016) — канадский поэт, писатель, певец и автор песен
  - Сюэ Фань (ум. 2022) — китайский переводчик и музыковед
- 24 сентября — Лассе Мортенсон (ум. 2016) — финский певец, актёр, пианист и дирижёр

### Октябрь
- 7 октября — Новелла Матвеева (ум. 2016) — советская и российская поэтесса, бард и драматург
- 17 октября — Рико Родригес[англ.] (ум. 2015) — ямайский тромбонист кубинского происхождения
- 18 октября — Берит Линдхольм (ум. 2023) — шведская оперная певица (драматическое сопрано)
- 19 октября — Ева-Мария Хаген (ум. 2022) — немецкая актриса и певица
- 26 октября — Жак Лусье (ум. 2019) — французский пианист

### Ноябрь
- 5 ноября — Лидия Кондратенко (ум. 2016) — советская и российская оперная певица (меццо-сопрано)
- 10 ноября — Юлле Улла (ум. 2016) — советская и эстонская балерина
- 11 ноября
  - Дмитрий Блажину (ум. 2015) — советский и молдавский скрипач, дирижёр и композитор
  - Вилли Токарев (ум. 2019) — советский, американский и российский автор-исполнитель, поэт-песенник и композитор
- 17 ноября — Алан Кёртис[англ.] (ум. 2015) — американский клавесинист, музыковед и дирижёр
- 22 ноября — Рита Сакеллариу (ум. 1999) — греческая певица
- 24 ноября
  - Клаудио Прието[исп.] (ум. 2015) — испанский композитор
  - Свен-Бертиль Таубе (ум. 2022) — шведский актёр, певец и композитор
  - Альфред Шнитке (ум. 1998) — советский и российский композитор, музыкальный педагог и музыковед
- 28 ноября — Карлос Фариньяс (ум. 2002) — кубинский композитор, дирижёр и музыкальный педагог

### Декабрь
- 15 декабря
  - Джонни Мур[англ.] (ум. 1998) — американский певец, вокалист группы The Temptations
  - Кёртис Фуллер (ум. 2021) — американский джазовый тромбонист
- 18 декабря — Джим Паркер (ум. 2023) — британский композитор
- 23 декабря
  - Клаудио Шимоне (ум. 2018) — итальянский дирижёр
  - Владимир Шубарин (ум. 2002) — советский и российский эстрадный танцовщик и певец
- 24 декабря — Ноэль Лансьен (ум. 1999) — французский композитор, дирижёр и музыкальный педагог
- 27 декабря — Николай Сличенко (ум. 2021) — советский и российский актёр, театральный режиссёр, певец и педагог
- 30 декабря
  - Лино Тоффоло (ум. 2016) — итальянский актёр и автор-исполнитель
  - Дел Шеннон (ум. 1990) — американский певец, музыкант и автор песен

### Без точной даты
- Цзин Тин (ум. 2022) — гонконгская певица и закадровая вокалистка
- Моше Эфрати (ум. 2020) — израильский танцовщик и хореограф

## Скончались

### Январь
- 1 января — Благое Берса (60) — югославский композитор и музыкальный педагог

### Февраль
- 4 февраля — Юлиус Блок (75/76) — русский предприниматель и филофонист немецкого происхождения
- 18 февраля — Леонхард Вольф (85) — немецкий скрипач, композитор, музыковед и музыкальный педагог
- 24 февраля — Пётр Словцов (47) — русский и советский оперный и камерный певец (лирический тенор)

### Апрель
- 28 апреля — Чарли Паттон (42/43) — американский блюзовый гитарист

### Май
- 1 мая — Александр Давиденко (35) — советский композитор
- 15 мая — Фома Бобров (69) — русский и советский оперный певец, актёр и режиссёр
- 30 мая — Фриц Блумер (74) — швейцарский пианист и музыкальный педагог

### Июнь
- 1 июня — Антон Аверкамп (73) — нидерландский певец, дирижёр, композитор, хормейстер, музыкальный педагог и музыкальный критик
- 8 июня — Дороти Делл (19) — американская актриса, фотомодель и певица
- 10 июня — Фредерик Дилиус (72) — британский композитор
- 15 июня — Альфред Брюно (77) — французский композитор, дирижёр, музыкальный критик и искусствовед
- 30 июня — Александер Зебальд (65) — немецкий и американский скрипач и альтист

### Июль
- 3 июля — Лизете Есминя-Михельсоне (61) — латвийская актриса и оперная певица (сопрано)
- 9 июля — Отакар Зих (55) — чешский композитор и музыковед
- 14 июля — Макс ван де Сандт (70) — нидерландский пианист и музыкальный педагог
- 18 июля — Франсишку де Ласерда  (65) — португальский композитор, дирижёр и музыковед

### Август
- 9 августа — Арнальдо Галльера (62) — итальянский композитор и органист
- 20 августа — Эмма Бардак (72) — французская певица-любительница (сопрано)
- 30 августа — Камилло Антона-Траверси (76) — итальянский драматург, либреттист и литературный критик

### Сентябрь
- 13 сентября — Серафима Астафьева (57/58) — русская и британская балерина и балетный педагог
- 17 сентября — Франческо Баярди (67) — итальянский композитор и пианист
- 26 сентября — Иосиф Томарс (67) — русский и советский оперный певец (лирический тенор) и вокальный педагог

### Октябрь
- 14 октября — Леонид Собинов (62) — русский оперный певец (лирический тенор)

### Ноябрь
- 1 ноября — Хайдн Дрейпер (45) ― британский кларнетист
- 12 ноября — Генри Вербрюгген (61) — бельгийский скрипач, дирижёр и музыкальный педагог
- 13 ноября — Йиржи Геролд (59) — чешский альтист и композитор
- 30 ноября — Рой Тёрк[англ.] (42) — американский поэт-песенник

### Без точной даты
- Аубакир Акылбайулы (52/53) — казахский советский поэт, певец и музыкант
- Нина Дулькевич (42/43) — русская и советская эстрадная певица